# Sverige vid världsmästerskapen i simsport 2022
Sverige tävlade vid världsmästerskapen i simsport 2022 i Budapest i Ungern mellan den 17 juni och 3 juli 2022. Sverige hade en trupp på 19 idrottare, varav 11 damer och åtta herrar.

## Medaljörer
| Medalj | Namn           | Sport   | Gren                         | Datum   |
| ------ | -------------- | ------- | ---------------------------- | ------- |
| Guld   | Sarah Sjöström | Simning | Damernas 50 meter fjärilsim  | 24 juni |
| Guld   | Sarah Sjöström | Simning | Damernas 50 meter frisim     | 25 juni |
| Silver | Sarah Sjöström | Simning | Damernas 100 meter frisim    | 23 juni |
| Silver | Erik Persson   | Simning | Herrarnas 200 meter bröstsim | 23 juni |

## Konstsim
Det var första gången sedan 1998 som Sverige hade en konstsim-duo som tävlade i par vid ett VM (Anna Högdal och Clara Ternström).
| Idrottare                   | Gren                  | Försöksheat | Försöksheat | Final            | Final            |
| Idrottare                   | Gren                  | Poäng       | Placering   | Poäng            | Placering        |
| --------------------------- | --------------------- | ----------- | ----------- | ---------------- | ---------------- |
| Clara Ternström             | Tekniskt program solo | 72,2373     | 20          | Gick inte vidare | Gick inte vidare |
| Clara Ternström             | Fritt program solo    | 72,4333     | 21          | Gick inte vidare | Gick inte vidare |
| Anna Högdal Clara Ternström | Tekniskt program par  | 71,0101     | 24          | Gick inte vidare | Gick inte vidare |
| Anna Högdal Clara Ternström | Fritt program par     | 73,0667     | 25          | Gick inte vidare | Gick inte vidare |

## Simhopp
| Idrottare            | Gren              | Försöksheat | Försöksheat | Semifinal        | Semifinal        | Final            | Final            |
| Idrottare            | Gren              | Poäng       | Placering   | Poäng            | Placering        | Poäng            | Placering        |
| -------------------- | ----------------- | ----------- | ----------- | ---------------- | ---------------- | ---------------- | ---------------- |
| David Ekdahl         | Herrarnas 1 meter | 323,60      | 23          | i.u.             | i.u.             | Gick inte vidare | Gick inte vidare |
| David Ekdahl         | Herrarnas 3 meter | 250,10      | 52          | Gick inte vidare | Gick inte vidare | Gick inte vidare | Gick inte vidare |
| Emma Gullstrand      | Damernas 1 meter  | 246,10      | 12          | i.u.             | i.u.             | 225,55           | 12               |
| Emma Gullstrand      | Damernas 3 meter  | 267,30      | 16          | 266,30           | 15               | Gick inte vidare | Gick inte vidare |
| Emilia Nilsson Garip | Damernas 1 meter  | 262,95      | 2           | i.u.             | i.u.             | 241,05           | 11               |
| Emilia Nilsson Garip | Damernas 3 meter  | 292,80      | 9           | 283,55           | 9                | 265,20           | 11               |

## Simning
Damer
| Idrottare                                                  | Gren                 | Heat    | Heat      | Semifinal        | Semifinal        | Final            | Final            |
| Idrottare                                                  | Gren                 | Tid     | Placering | Tid              | Placering        | Tid              | Placering        |
| ---------------------------------------------------------- | -------------------- | ------- | --------- | ---------------- | ---------------- | ---------------- | ---------------- |
| Emelie Fast                                                | 50 meter bröstsim    | 31,94   | 29        | Gick inte vidare | Gick inte vidare | Gick inte vidare | Gick inte vidare |
| Emelie Fast                                                | 100 meter bröstsim   | 1.09,81 | 31        | Gick inte vidare | Gick inte vidare | Gick inte vidare | Gick inte vidare |
| Louise Hansson                                             | 50 meter ryggsim     | 28,67   | 21        | Gick inte vidare | Gick inte vidare | Gick inte vidare | Gick inte vidare |
| Louise Hansson                                             | 100 meter fjärilsim  | 57,53   | 5 0Q0     | 56,97            | 5 0Q0            | 56,48            | 4                |
| Sophie Hansson                                             | 50 meter bröstsim    | 30,64   | 7 0Q0     | 30,56            | 10               | Gick inte vidare | Gick inte vidare |
| Sophie Hansson                                             | 100 meter bröstsim   | 1.06,61 | 6 0Q0     | 1.06,30          | 6 0Q0            | 1.06,39          | 6                |
| Sophie Hansson                                             | 200 meter bröstsim   | 2.25,74 | 8 0Q0     | 2.25,12          | 9                | Gick inte vidare | Gick inte vidare |
| Sara Junevik                                               | 50 meter fjärilsim   | 25,94   | 6 0Q0     | 25,80            | 9                | Gick inte vidare | Gick inte vidare |
| Hanna Rosvall                                              | 100 meter ryggsim    | 1.00,99 | 14 0Q0    | 1.00,76          | 14               | Gick inte vidare | Gick inte vidare |
| Sarah Sjöström                                             | 50 meter frisim      | 24,40   | 1 0Q0     | 24,15            | 2 0Q0            | 23,98            | 1                |
| Sarah Sjöström                                             | 100 meter frisim     | 53,78   | 4 0Q0     | 53,02            | 2 0Q0            | 52,80            | 2                |
| Sarah Sjöström                                             | 50 meter fjärilsim   | 25,43   | 2 0Q0     | 25,13            | 1 0Q0            | 24,95            | 1                |
| Sofia Åstedt                                               | 200 meter frisim     | 2.03,22 | 27        | Gick inte vidare | Gick inte vidare | Gick inte vidare | Gick inte vidare |
| Hanna Rosvall Sophie Hansson Louise Hansson Sarah Sjöström | 4 × 100 meter medley | 3.57,81 | 3 0Q0     | i.u.             | i.u.             | 3.55,96          | 4                |

Herrar
| Idrottare                                               | Gren                 | Heat    | Heat      | Semifinal        | Semifinal        | Final            | Final            |
| Idrottare                                               | Gren                 | Tid     | Placering | Tid              | Placering        | Tid              | Placering        |
| ------------------------------------------------------- | -------------------- | ------- | --------- | ---------------- | ---------------- | ---------------- | ---------------- |
| Robin Hanson                                            | 100 meter frisim     | 50,06   | 43        | Gick inte vidare | Gick inte vidare | Gick inte vidare | Gick inte vidare |
| Robin Hanson                                            | 200 meter frisim     | 1.47,54 | 17        | Gick inte vidare | Gick inte vidare | Gick inte vidare | Gick inte vidare |
| Isak Eliasson                                           | 50 meter frisim      | 22,47   | 27        | Gick inte vidare | Gick inte vidare | Gick inte vidare | Gick inte vidare |
| Oskar Hoff                                              | 50 meter fjärilsim   | 23,73   | 30        | Gick inte vidare | Gick inte vidare | Gick inte vidare | Gick inte vidare |
| Oskar Hoff                                              | 100 meter fjärilsim  | 53,58   | 38        | Gick inte vidare | Gick inte vidare | Gick inte vidare | Gick inte vidare |
| Erik Persson                                            | 100 meter bröstsim   | 1.00,34 | 12 0Q0    | 1.00,38          | 15               | Gick inte vidare | Gick inte vidare |
| Erik Persson                                            | 200 meter bröstsim   | 2.09,58 | 4 0Q0     | 2.08,84          | 4 0Q0            | 2.08,38          | 2                |
| Björn Seeliger Isak Eliasson Robin Hanson Elias Persson | 4 × 100 meter frisim | 3.15,46 | 11        | i.u.             | i.u.             | Gick inte vidare | Gick inte vidare |

Mix
| Idrottare                                            | Gren                       | Heat    | Heat      | Final            | Final            |
| Idrottare                                            | Gren                       | Tid     | Placering | Tid              | Placering        |
| ---------------------------------------------------- | -------------------------- | ------- | --------- | ---------------- | ---------------- |
| Robin Hanson Isak Eliasson Sofia Åstedt Sara Junevik | 4 × 100 meter mixad frisim | 3.29,03 | 10        | Gick inte vidare | Gick inte vidare |

## Öppet vatten-simning
| Idrottare       | Gren            | Tid             | Placering       |
| --------------- | --------------- | --------------- | --------------- |
| Elliot Sodemann | Herrarnas 25 km | Fullföljde inte | Fullföljde inte |